# Porphyrinia porphyrina
Porphyrinia porphyrina là một loài bướm đêm trong họ Noctuidae.